# Морицплац (станция метро)
«Морицплац» (нем. Moritzplatz) — станция Берлинского метрополитена. Расположена на линии U8 между станциями «Хайнрих-Хайне-Штрассе» (нем. Heinrich-Heine-Straße) и «Котбуссер Тор» (нем. Kottbusser Tor). Станция находится в районе Берлина Кройцберг на одноименной площади.

## История
По первоначальному проекту станция должна была находиться под площадью Ораниенплац (нем. Oranienplatz), открыта 6 апреля 1928 года. До объединения Германии была последней станцией в Западном Берлине, после неё линия U8 проходила по территории ГДР.

## Архитектура и оформление
Трёхпролётная колонная станция мелкого заложения, архитектор — Петер Беренс. Путевые стены и колонны облицованы крупной бледно-зелёной кафельной плиткой с оттенками жёлтого и розового. Вход на станцию расположен в центре платформы. Непосредственно под станцией расположен задел на пересадку перспективной линии внутригородской электрички.